# Ernest Cabaner
Ernest Cabaner, nascut Jean de Cabanes (Perpinyà, 12 d'octubre del 1833 - París, 3 d'agost del 1881) va ser un compositor, pianista i poeta francès.

## Biografia
Cabaner fou un músic bohemi i excèntric que s'establí a París el 1850. S'interessava en la literatura i la poesia, i al "Café Guerbois" feu relació amb pintors impressionistes (Paul Cézanne, Pierre Auguste Renoir, Édouard Manet, Camille Pissarro). Acabada la guerra francoprussiana començà a freqüentar el Saló Literari que Nina de Villard tenia al carrer Chaptal i a assistir al "Café de la Nouvelle Athènes", punt de trobada d'artistes com els compositors Emmanuel Chabrier, Augusta Holmès i François Coppée, i els poetes Jean Richepin, Germain Nouveau, Albert Mérat, Charles Cros, Paul Alexis, Arthur Rimbaud, Leon Valade, Raoul Ponchon i Paul Verlaine, que el descrigué com un 
| «                                             | Jésus-Christ après trois ans d'absinthe | » |
| — Un Jesucrist després de tres anys d'absenta |                                         |   |

Després de tenir diverses feines eventuals al món artístic parisenc, com per exemple de pianista en un teatre de vodevil al carrer de La Motte-Piquet, esdevingué cambrer i pianista a l'Hôtel des Étrangers, o es reunia el "Cercle des poètes Zutiques". Allí s'hi aplegaven Verlaine, Cros, Rimbaud, el mateix Cabaner i el fotògraf Etienne Carjat, en unes reunions on es recitaven poemes, es cantava i es tocava el piano, alhora que es consumien quantitats generoses d'absenta, haixix i opi. Fou en aquesta època que Cabaner escrigué alguns poemes -participà a l'Album Zutique amb una paròdia sobre Rimbaud- i en musicà d'altres de Charles Cros, de Baudelaire i de Mallarmé.
Diversos autors contemporanis esmentaren Cabaner com un membre distintiu de la bohèmia parisenca, i aludiren per exemple a la seva relació amb l'absenta o a la seva dieta de llet i entrepans de formatge; ultra l'esmentat Paul Verlaine, George Moore el cità a Confessions of Young Man i Memoirs of my Dead Life i Émile Zola en parla a l'Assommoir. L'autor de Chabrier and His Circle, Rollo Myers, descriu Cabaner titllant-lo d'"estrany i excèntric". La seva vida dissipada li debilità la salut, i el 1870 ja havia contret la tuberculosi. El 1880, poc després que Manet li dediqués un retrat, va haver de ser ingressat en un sanatori. El 15 de maig del 1881, els seus amics organitzaren a la casa de subhastes de Hôtel Drouot una capta de diners per pagar-li el tractament, i Manet aportà per a l'ocasió el Suïcidi de la pintura (actualment a la col·lecció Buehrle). Tot fou endebades i Cabaner morí tres mesos més tard, als 47 anys.

## La relació amb Arthur Rimbaud
A finals de setembre del 1871, Verlaine havia de trobar allotjament per l'Arthur Rimbaud, a qui no podia tenir a casa per mor de la seva esposa Mathilde Mauté de Fleurville i el presentà a l'Ernest Cabaner, que acollí fraternalment l'adolescent alguns mesos a la seva habitació de l'Hôtel des Étrangers; sens dubte, Cabaner donà algunes classes de piano al futur poeta simbolista d'anomenada mundial. Segons Pierre Petitfils hom pot veure al cèlebre sonet Voyelles de Rimbaud la influència de Cabaner, que havia desenvolupat un mètode cromàtic d'ensenyament de la música, on cada nota tenia un color definit. Cabaner també emprà aquest mètode cromàtic al seu Sonnet des Sept Nombres, que dedicà al seu alumne "Rimbald".

## Obres

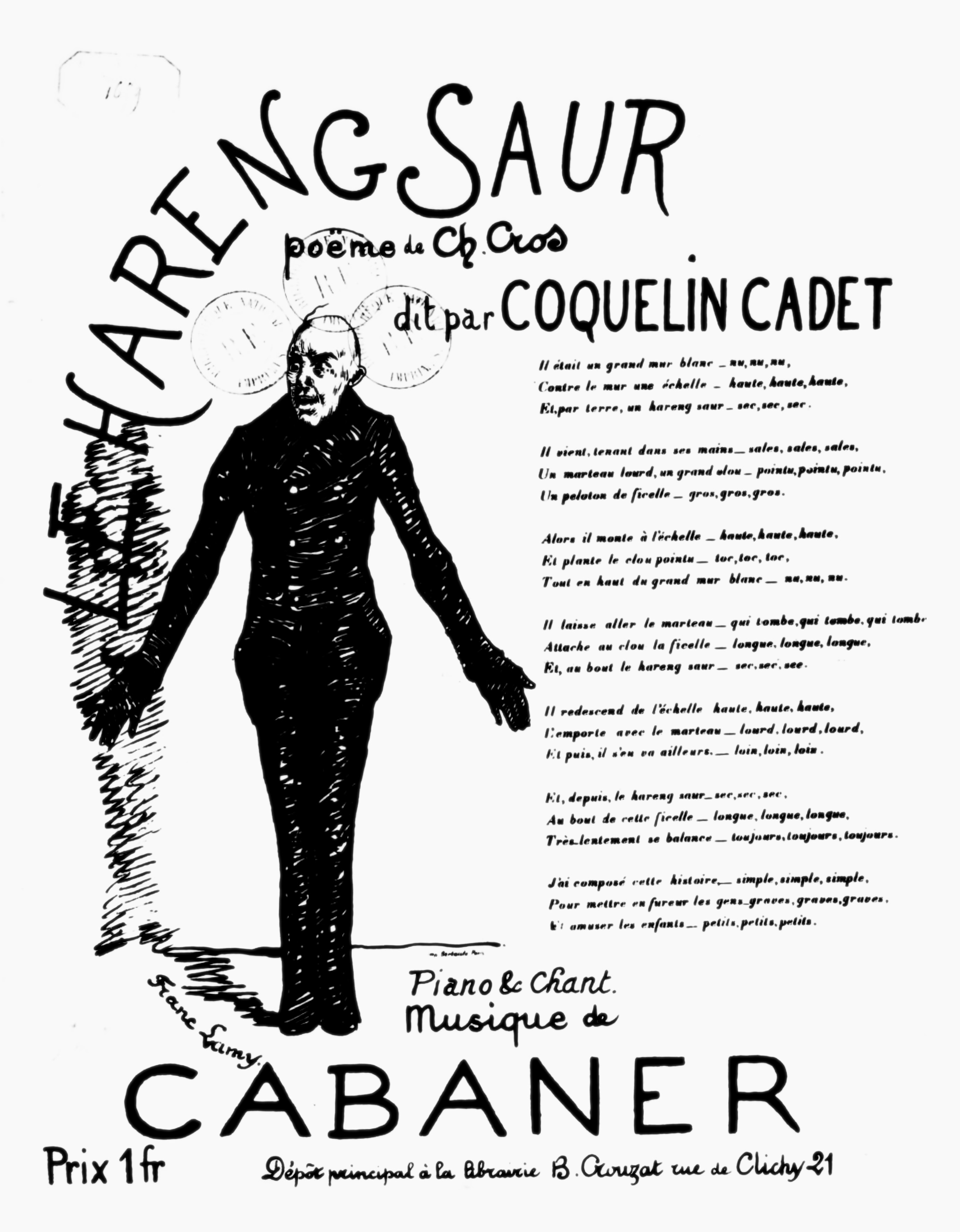
Le Hareng saur de Charles Cros, amb música de Cabaner

- À Paris que fais-tu, lletra i música de Cabaner (del text de Rimbaud)
- L'Archet, lletra de Charles Cros, música de Cabaner
- Le Hareng saur, lletra de Charles Cros, música de Cabaner
- Mazurka à Nina de Villard, música de Cabaner
- Le Pâté, lletra i música de Cabaner
- Le Pâté del Fragson, lletra i música de Cabaner
- Sonnet des sept nombres, lletra i música de Cabaner
- Souffles de l'air, lletra i música de Cabaner